# Aland (Rural), Aland
Aland (Rural) là một làng thuộc tehsil Aland, huyện Gulbarga, bang Karnataka, Ấn Độ.